# Джон Мор Макдональд
Джон Мор Макдональд (ум. 1499) — 3-й вождь шотландского клана Макдональд из Даннивега (ок. 1476 — 1499), сын Дональда Баллока Макдональда и Джоан, дочери ирландского вождя Конна О’Нила.

## Биография
Вместе со своим отцом Дональдом Баллоком Джон Мор участвовали в октябре 1461 года в подписании в замке Ардторниш договора между Джоном Макдональдом, лордом Островов, и королём Англии Эдуардом IV о разделе Шотландского королевства.
В 1476 году после смерти своего отца Дональда Баллока Джон Мор Макдональд унаследовал его владения и стал третьим вождем клана Макдональдов из Даннивега.
В 1493 году под давлением шотландской короны Джон Макдональд, лорд Островов, сюзерен Джона Мора Макдональда, отказался от своего титула и обширных владений на островах в пользу Якова IV Стюарта. В следующем 1494 году по приказу короля Шотландии правительственные войска заняли замки Тарберт и Данаверти. Джон Мор Макдональд, недавно возведенный шотландским королём в рыцари, отвоевал замок Данаверти и повесил королевского губернатора на крепостной стене. Король Яков IV, взбешенный действиями Джона Макдональда, объявил его предателем и вызвал его на королевский суд в Эдинбург.
Сэр Джон Макдональд проигнорировал королевский приказ и продолжал проживать на острове Айлей. Из-за предательства своего родственника Джона Макиэна из Арднамурхана Джон Мор Макдональд и его сыновья были взяты в плен и переданы королевским властям. В 1499 году Джон Мор Макдональд, его сын Джон Катанах и внуки Джон Мор, Джон Ог и Дональд Баллок были осуждены, признаны виновными в государственной измене и казнены в Эдинбурге. Смог уцелеть только Александр, сын Джона Катанаха, который бежал в Ирландию и стал родоначальником клана Макдоннелов.

## Семья
Джон Мор Макдональд был женат на Сабине (Саре) О’Нил, дочери ирландского вождя Фелима Бакаха О’Нила из Клэнбоя. Их дети:
- Джон Катанах Макдональд (казнен в 1499), женат на Сесилии Савадж, дочери Роберта Савадж, лорда Ардиса
- Алистер Каррах Макдональд